# Ordre de bataille du service aérien de l'American Expeditionary Force

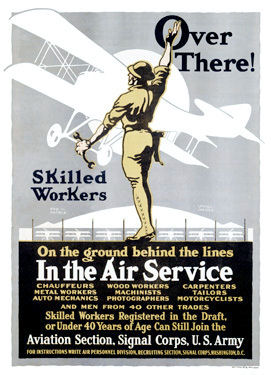
Affiche de recrutement de l'armée de l'air américaine, 1918.

Cet article présente l'ordre de bataille du service aérien de l'American Expeditionary Force à la date du 11 novembre 1918, soit la date de sa puissance maximale pendant la Première Guerre mondiale.
La première unité aérienne (en) américaine arrive en France en septembre 1917, tandis que la dernière à atteindre le front le fait le 9 novembre 1918. À la fin de la guerre, ce sont en tout 57 508 militaires américains qui servent dans la branche aérienne de l'American Expeditionary Force, dont 4088 pilotes. Seuls 1724 ce ces pilotes servirent cependant dans des unités combattantes américaines, le reste n'étant pas déployé à temps. Il faut rajouter à ces chiffres les 574 Américains affectés dans des unités de la Royal Air Force et les 8 pilotes affectés à l'Aéronautique Militaire française. Du fait du déploiement progressif des troupes américaines en Europe, le service aérien du corps expéditionnaire subit de très fréquentes réorganisations.
L'aviation américaine monta progressivement en puissance au cours de la guerre, qu'elle termina avec 45 squadrons d'avions et 17 compagnies de ballons déployés dans la zone de front. Toutes ces unités « de base » furent regroupées en deux grands ensembles : le First Army Air Service (en), rattaché à la 1re armée à partir du 26 août 1918, et le Second Army Air Service (en), rattaché à la 2e armée à partir du 12 octobre. Le Third Army Air Service (en), lui, est créé trois jours après l'armistice pour être rattaché aux troupes d'occupation américaines en Allemagne.

## Contexte
Les États-Unis sont l'un des premiers pays au monde à doter leur armée d'une composante aérienne avec la création en 1907 de l'Aeronautical Division (en), rattachée au Signal Corps. Il faut cependant attendre deux ans avant que ce corps soit doté de son premier avion, et cinq ans pour que la première unité d'aviation, le 1st Aero Squadron (en) soit créé. L'Aeronautical Division est remplacée en 1914 par l'Aviation Section (en), toujours rattachée au Signal Corps.
Cette première tentative de force aérienne américaine souffrit toutefois d'un lancement compliqué. En plus des débats autour de son indépendance, les pilotes qui la composaient n'étaient que temporairement détachés d'autres armes, et ses commandants étaient issus du Signal Corps, sans expérience dans l'aviation. Bien qu'ayant été utilisée au cours de l'expédition punitive contre Pancho Villa entre mars 1916 et février 1917, l'Aviation Section se révèle totalement inadaptée lors de l'entrée en guerre des États-Unis. Ainsi, au début de l'année 1917, sur les 24 escadrons que compte la force aérienne américaine, seul le premier est pleinement opérationnel.
L'aviation américaine connut donc une montée en puissance rapide et considérable durant son engagement dans la guerre : lors de l'Armistice, elle représente 10% de l'aviation alliée. Cette montée en puissance se fit surtout par diverses réorganisations visant à créer des unités de plus en plus grandes (les autres belligérants firent de même dans les dernières années de la guerre). Ainsi, alors que les escadrons sont éparpillés auprès d'un grand nombre d'unités terrestres au début de l'engagement américain, le I Corps Observation Group (en) est formé en avril 1918 pour regrouper plusieurs escadrons. Le modèle se développe progressivement, avant que les groupes ne soient eux-mêmes réunis au sein d'escadres (wing, en anglais) à partir de juillet 1918. L'aviation américaine atteint le stade final de son développement à partir d'août 1918 lorsque plusieurs escadres sont regroupées pour former le First Army Air Service (en). Une deuxième grande unité du même type est en cours de déploiement lorsque la guerre se termine.

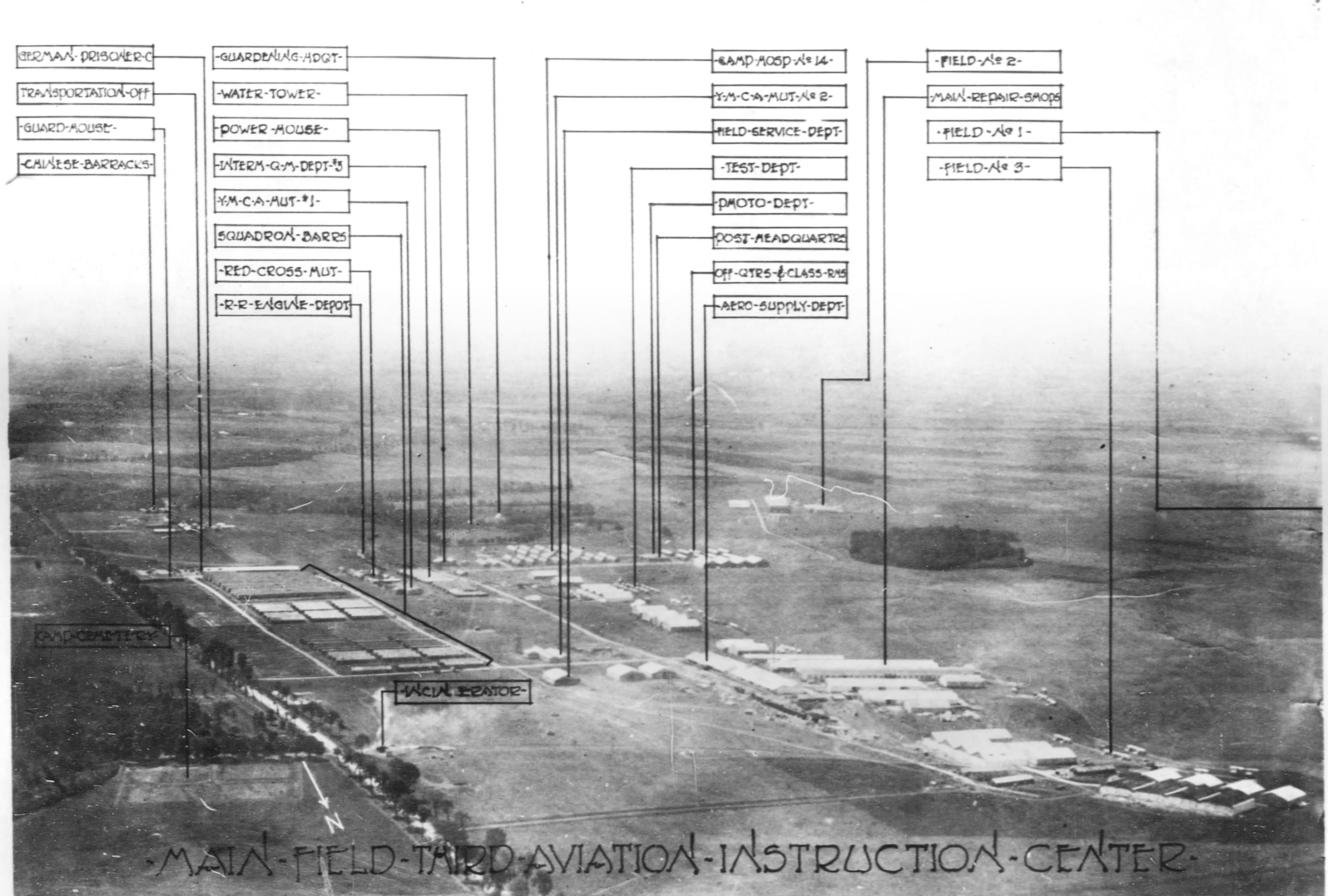
L'aérodrome d’Issoudun.

La formation et l'entraînement se déroulant au 3e centre d'instruction aérien de l'aérodrome d’Issoudun.

## Ordre de bataille

### First Army Air Service(10 août 1918 - 15 avril 1919)

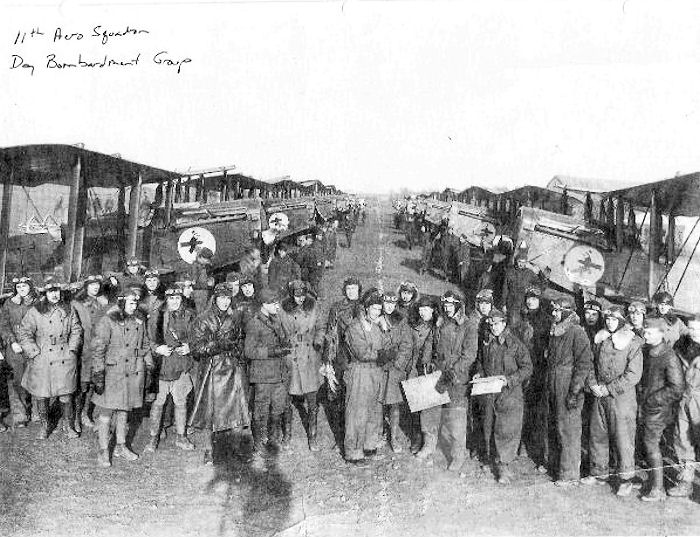
Membres du ' posant devant leurs bombardiers De Havilland DH.4. Sur le fuselage des appareils figure Mr Jiggs, l'emblème du squadron.

Le First Army Air Service (en) est l'unité aérienne la plus importante et la plus diversifiée des forces expéditionnaires américaines en France, qui a vu passer la majeure partie du personnel américain envoyé au front. Il plonge ses racines dans les premières unités arrivées en France, en janvier 1918. Ces dernières ne sont toutefois déployées qu'en petit nombre sur le front (dans le secteur tranquille de Toul) qu'en avril. L'accroissement en nombre des arrivées de troupes américaines au front motive la création, le 10 août, du First Army Air Service. Il est d'abord basé à La Ferté-sous-Jouarre, où le quartier général reste peu de temps. Lorsqu'il devient véritablement opérationnel, à la fin du mois, le First Army Air Service est un agrégat d'unités de chasse françaises et américaines et d'unité d'observation françaises, tandis que les missions de bombardements sont opérées par les Britanniques. Il s'agit cependant de la première grande unité d'aviation sous commandement américain. Avec le temps et l'arrivée de nouvelles unités, les Américains prennent en charge l'ensemble des missions qui leur sont dévolues, ce qui fait du First Army Air Service la seule grande unité d'aviation intégralement américaine de la guerre (le Second Army Air Service (en), créé plus tardivement, incorpore encore des unités françaises lors de la signature de l'armistice).

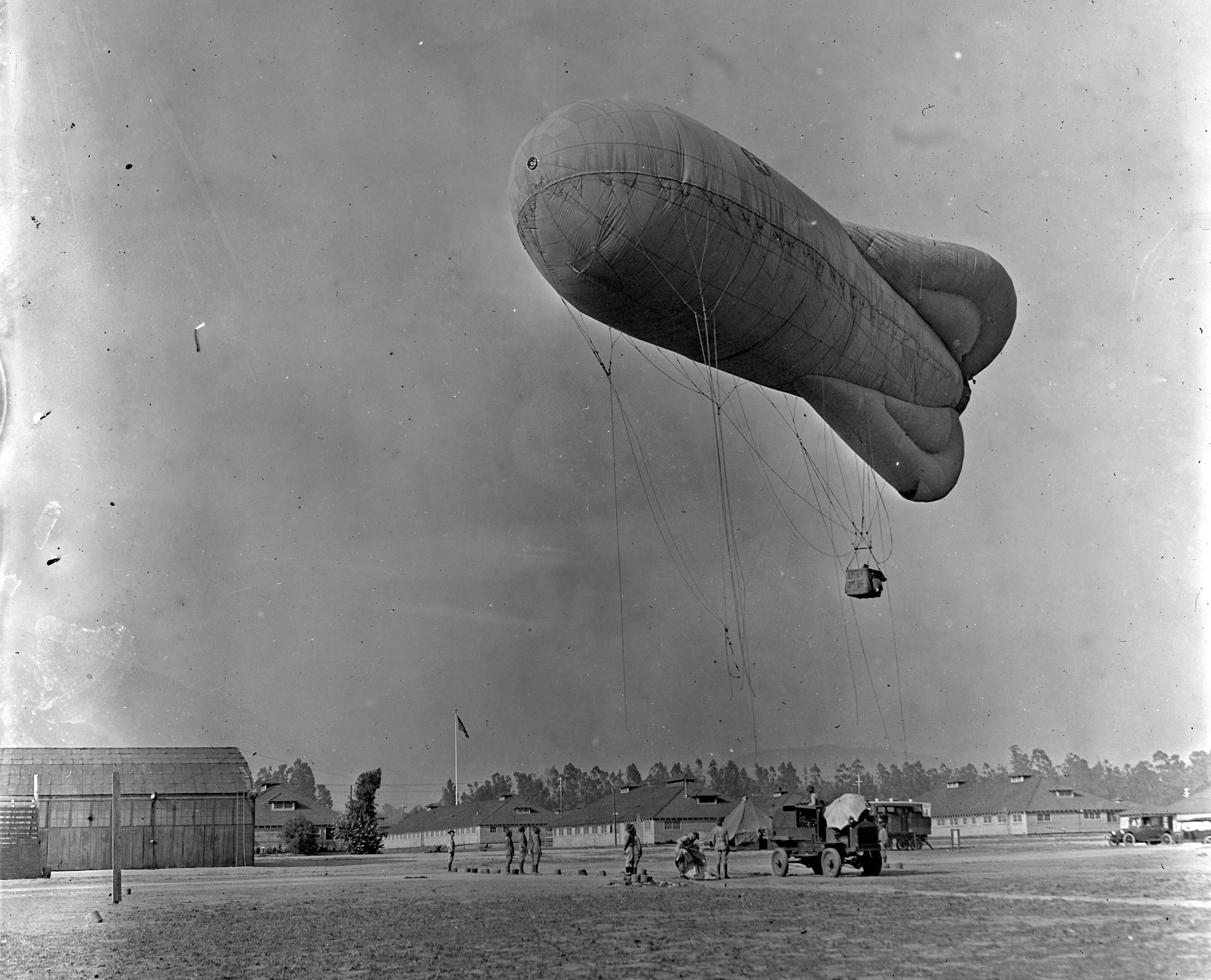
Ballon d’observation français de type Caquot, utilisé par les États-Unis durant la Première Guerre mondiale.

Après l'armistice, le First Army Air Service contribue à hauteur de la moitié des effectifs à la création du Third Army Air Service (en), censé prendre part à l'occupation de l'Allemagne. Il n'est cependant pas dissous avant le 15 avril 1919.

#### Quartier général
Le quartier général du First Army Air Service (en) est basé sur l'aérodrome de La Ferté-sous-Jouarre du 10 au 26 août, puis sur celui de Ligny-en-Barrois du 26 août au 21 septembre, puis sur celui de Souilly à partir du 21 septembre 1918. À partir d'octobre, il est commandé par le major Thomas D. Milling (en).
| Groupe                            | Commandant               | Base                         | Unités                   | Mission             | Équipement        |
| --------------------------------- | ------------------------ | ---------------------------- | ------------------------ | ------------------- | ----------------- |
| First Day Bombardment Group (en)  | Major James L. Dunsworth | Aérodrome de Maulan (en)     | 11th Aero Squadron (en)  | Bombardement        | De Havilland DH.4 |
| First Day Bombardment Group (en)  | Major James L. Dunsworth | Aérodrome de Maulan (en)     | 20th Aero Squadron (en)  | Bombardement        | De Havilland DH.4 |
| First Day Bombardment Group (en)  | Major James L. Dunsworth | Aérodrome de Maulan (en)     | 96th Aero Squadron (en)  | Bombardement        | Bréguet 14B.2     |
| First Day Bombardment Group (en)  | Major James L. Dunsworth | Aérodrome de Maulan (en)     | 166th Aero Squadron (en) | Bombardement        | De Havilland DH.4 |
| First Army Observation Group (en) | Captain Harry T. Wood    | Aérodrome de Vavincourt (en) | 9th Aero Squadron (en)   | Observation de nuit | Bréguet 14A.2     |
| First Army Observation Group (en) | Captain Harry T. Wood    | Aérodrome de Vavincourt (en) | 24th Aero Squadron (en)  | Observation         | Salmson 2.A2      |
| First Army Observation Group (en) | Captain Harry T. Wood    | Aérodrome de Vavincourt (en) | 91st Aero Squadron (en)  | Observation         | Salmson 2.A2      |
| First Army Observation Group (en) | Captain Harry T. Wood    | Aérodrome de Vavincourt (en) | 186th Aero Squadron (en) | Observation         | Salmson 2.A2      |
| First Army Balloon Group          | Major John Paegelow      |                              | 11th Balloon Company     | Observation         |                   |
| First Army Balloon Group          | Major John Paegelow      | 43d Balloon Company          | Observation              |                     |                   |

#### I Corps Observation Wing
| Groupe                         | Commandant              | Base                         | Unités                 | Mission           | Équipement   |
| ------------------------------ | ----------------------- | ---------------------------- | ---------------------- | ----------------- | ------------ |
| I Corps Observation Group (en) |                         | Aérodrome de Julvécourt (en) | 1st Aero Squadron (en) | Observation       | Salmson 2.A2 |
| I Corps Observation Group (en) | 12th Aero Squadron (en) | Aérodrome de Julvécourt (en) | Observation            | Salmson 2.A2      |              |
| I Corps Observation Group (en) | 88th Aero Squadron (en) | Aérodrome de Julvécourt (en) | Observation            | Salmson 2.A2      |              |
| I Corps Observation Group (en) | 50th Aero Squadron (en) | Aérodrome de Julvécourt (en) | Observation            | De Havilland DH.4 |              |
| I Corps Balloon Group          |                         | Chéhéry                      | 1st Balloon Company    | Observation       |              |
| I Corps Balloon Group          | 2d Balloon Company      | Chéhéry                      | Observation            |                   |              |
| I Corps Balloon Group          | 5th Balloon Company     | Chéhéry                      | Observation            |                   |              |

#### III Corps observation Wing
| Groupe                           | Commandant                  | Base                             | Unités                  | Mission     | Équipement   |
| -------------------------------- | --------------------------- | -------------------------------- | ----------------------- | ----------- | ------------ |
| III Corps Observation Group (en) | Captain Kenneth P. Littauer | Aérodrome de Béthelainville (en) | 88th Aero Squadron (en) | Observation | Salmson 2.A2 |
| III Corps Observation Group (en) | Captain Kenneth P. Littauer | Aérodrome de Béthelainville (en) | 90th Aero Squadron (en) | Observation | Salmson 2.A2 |
| III Corps Balloon Group          |                             | Dun-sur-Meuse                    | 3d Balloon Company      | Observation |              |
| III Corps Balloon Group          | 4th Balloon Company         | Dun-sur-Meuse                    | Observation             |             |              |
| III Corps Balloon Group          | 9th Balloon Company         | Dun-sur-Meuse                    | Observation             |             |              |
| III Corps Balloon Group          | 42d Balloon Company         | Dun-sur-Meuse                    | Observation             |             |              |

#### V Corps Observation Wing
| Groupe                           | Commandant               | Base                          | Unités                   | Mission      | Équipement        |
| -------------------------------- | ------------------------ | ----------------------------- | ------------------------ | ------------ | ----------------- |
| V Corps Observation Group (en)   |                          | Aérodrome de Foucaucourt (en) | 99th Aero Squadron (en)  | Observation  | Salmson 2.A2      |
| V Corps Observation Group (en)   | 104th Aero Squadron (en) | Aérodrome de Foucaucourt (en) | Observation              | Salmson 2.A2 |                   |
| V Corps Balloon Group            | Captain Alvin C. Rois    | Nouart                        | 6th Balloon Company      | Observation  |                   |
| V Corps Balloon Group            | Captain Alvin C. Rois    | Nouart                        | 7th Balloon Company      | Observation  |                   |
| V Corps Balloon Group            | Captain Alvin C. Rois    | Nouart                        | 8th Balloon Company      | Observation  |                   |
| V Corps Balloon Group            | Captain Alvin C. Rois    | Nouart                        | 12th Balloon Company     | Observation  |                   |
| VII Corps Observation Group (en) |                          | Aérodrome de Remicourt (en)   | 258th Aero Squadron (en) | Observation  | De Havilland DH.4 |
| VII Corps Observation Group (en) | 278th Aero Squadron (en) | Aérodrome de Remicourt (en)   | Observation              | Salmson 2.A2 |                   |

#### 1st Pursuit Wing
| Groupe                 | Commandant                   | Base                                 | Unités                   | Mission           | Équipement  |
| ---------------------- | ---------------------------- | ------------------------------------ | ------------------------ | ----------------- | ----------- |
| 1st Pursuit Group (en) | Major Harold E. Hartney (en) |                                      | 27th Aero Squadron (en)  | Chasse            | SPAD S.XIII |
| 1st Pursuit Group (en) | Major Harold E. Hartney (en) | 94th Aero Squadron (en)              | Chasse                   | SPAD S.XIII       |             |
| 1st Pursuit Group (en) | Major Harold E. Hartney (en) | 95th Aero Squadron (en)              | Chasse                   | SPAD S.XIII       |             |
| 1st Pursuit Group (en) | Major Harold E. Hartney (en) | 147th Aero Squadron (en)             | Chasse                   | SPAD S.XIII       |             |
| 1st Pursuit Group (en) | Major Harold E. Hartney (en) | 185th Aero Squadron (en)             | Chasse                   | Sopwith Camel F.1 |             |
| 2d Pursuit Group (en)  | Major Davenport Johnson      | Aérodrome de Toul-Croix de Metz (en) | 22d Aero Squadron (en)   | Chasse            | SPAD S.XIII |
| 2d Pursuit Group (en)  | Major Davenport Johnson      | Aérodrome de Toul-Croix de Metz (en) | 28th Aero Squadron (en)  | Chasse            | SPAD S.XIII |
| 2d Pursuit Group (en)  | Major Davenport Johnson      | Aérodrome de Toul-Croix de Metz (en) | 49th Aero Squadron (en)  | Chasse            | SPAD S.XIII |
| 2d Pursuit Group (en)  | Major Davenport Johnson      | Aérodrome de Toul-Croix de Metz (en) | 139th Aero Squadron (en) | Chasse            | SPAD S.XIII |
| 3d Pursuit Group (en)  | Major William Thaw II        | Aérodrome de Vaucouleurs (en)        | 93d Aero Squadron (en)   | Chasse            | SPAD S.XIII |
| 3d Pursuit Group (en)  | Major William Thaw II        | Aérodrome de Vaucouleurs (en)        | 103d Aero Squadron (en)  | Chasse            | SPAD S.XIII |
| 3d Pursuit Group (en)  | Major William Thaw II        | Aérodrome de Vaucouleurs (en)        | 213th Aero Squadron (en) | Chasse            | SPAD S.XIII |

### Second Army Air Service(14 octobre 1918 - 15 avril 1919)
Le service aérien de la deuxième armée est créé le 14 octobre 1918 avec à sa tête le colonel Frank P. Lahm. Basé à l'aérodrome de Toul-Croix de Metz (en), ce second service aérien n'a toutefois pas le temps de pleinement se déployer avant la fin de la guerre, qui intervient moins d'un mois après sa création.
À la suite de l'armistice avec l'Allemagne, des forces d'occupation américaines sont envoyées en Rhénanie, où le Third Army Air Service (en), sous le commandement du brigadier général William Mitchell, est créé le 14 novembre pour servir de composante aérienne aux troupes d'occupation. Cette nouvelle unité reçoit des éléments de ses deux prédécesseurs. Le Second Army Air Service (en) envoie notamment le 5th Pursuit Group (en), jamais déployé au front.
Le 15 avril 1919, l'ordre est donné de démobiliser le service aérien de la deuxième armée. Cinq escadrons sont transférés au Third Army Air Service (en), tandis que le reste du service est dissous à Colombey, avant d'être dispersé dans divers centres en France pour attendre le rapatriement vers les États-Unis.
| Groupe                                                                                 | Commandant                    | Base                                          | Unités                   | Mission      | Équipement        |
| -------------------------------------------------------------------------------------- | ----------------------------- | --------------------------------------------- | ------------------------ | ------------ | ----------------- |
| Second Army Observation Group                                                          | Major C. Delaney              |                                               | 27th Aero Squadron (en)  | Observation  | De Havilland DH.4 |
| Second Army Observation Group                                                          | Major C. Delaney              | Escadrille SAL.28 (unité française détachée)  | Observation              | Salmson 2.A2 |                   |
| Second Army Observation Group                                                          | Major C. Delaney              | Escadrille SPA.47 (unité française détachée)  | Observation              | SPAD S.XIII  |                   |
| Second Army Observation Group                                                          | Major C. Delaney              | Escadrille SPA.277 (unité française détachée) | Observation              | SPAD S.XIII  |                   |
| IV Corps Observation Group (en)                                                        | Major Harry B. Anderson       | Ménil-la-Tour                                 | 85th Aero Squadron (en)  | Observation  | Salmson 2.A2      |
| IV Corps Observation Group (en)                                                        | Major Harry B. Anderson       | Ménil-la-Tour                                 | 135th Aero Squadron (en) | Observation  | De Havilland DH.4 |
| IV Corps Observation Group (en)                                                        | Major Harry B. Anderson       | Ménil-la-Tour                                 | 168th Aero Squadron (en) | Observation  | De Havilland DH.4 |
| IV Corps Observation Group (en)                                                        | Major Harry B. Anderson       | Ménil-la-Tour                                 | 258th Aero Squadron (en) | Observation  | Salmson 2.A2      |
| VI Corps Observation Group (en)                                                        | Major Joseph T. McNarney (en) | Aérodrome de Saizerais (en)                   | 8th Aero Squadron (en)   | Observation  | De Havilland DH.4 |
| VI Corps Observation Group (en)                                                        | Major Joseph T. McNarney (en) | Aérodrome de Saizerais (en)                   | 354th Aero Squadron (en) | Observation  | De Havilland DH.4 |
| 2d Day Bombardment Group (en)                                                          | Major George E. A. Reinberg   | Aérodrome de Ourches-sur-Meuse (en)           | 100th Aero Squadron (en) | Bombardement | De Havilland DH.4 |
| 2d Day Bombardment Group (en)                                                          | Major George E. A. Reinberg   | Aérodrome de Ourches-sur-Meuse (en)           | 163d Aero Squadron (en)  | Bombardement | De Havilland DH.4 |
| 4th Pursuit Group (en)                                                                 | Major Charles J. Biddle       | Aérodrome de Toul-Croix de Metz (en)          | 17th Aero Squadron (en)  | Chasse       | SPAD S.XI         |
| 4th Pursuit Group (en)                                                                 | Major Charles J. Biddle       | Aérodrome de Toul-Croix de Metz (en)          | 25th Aero Squadron (en)  | Chasse       | RAF S.E.5a        |
| 4th Pursuit Group (en)                                                                 | Major Charles J. Biddle       | Aérodrome de Toul-Croix de Metz (en)          | 141st Aero Squadron (en) | Chasse       | SPAD S.XIII       |
| 4th Pursuit Group (en)                                                                 | Major Charles J. Biddle       | Aérodrome de Toul-Croix de Metz (en)          | 148th Aero Squadron (en) | Chasse       | SPAD S.XI         |
| IV Corps Balloon Group (en attente de déploiement lors de la signature de l'armistice) | Major John H. Jouett          | Aérodrome de Toul-Croix de Metz (en)          | 15th Balloon Company     | Observation  |                   |
| IV Corps Balloon Group (en attente de déploiement lors de la signature de l'armistice) | Major John H. Jouett          | Aérodrome de Toul-Croix de Metz (en)          | 18th Balloon Company     | Observation  |                   |
| IV Corps Balloon Group (en attente de déploiement lors de la signature de l'armistice) | Major John H. Jouett          | Aérodrome de Toul-Croix de Metz (en)          | 69th Balloon Company     | Observation  |                   |
| VI Corps Balloon Group (en attente de déploiement lors de la signature de l'armistice) | Major John H. Jouett          | Aérodrome de Toul-Croix de Metz (en)          | 10th Balloon Company     | Observation  |                   |